# KaiOS

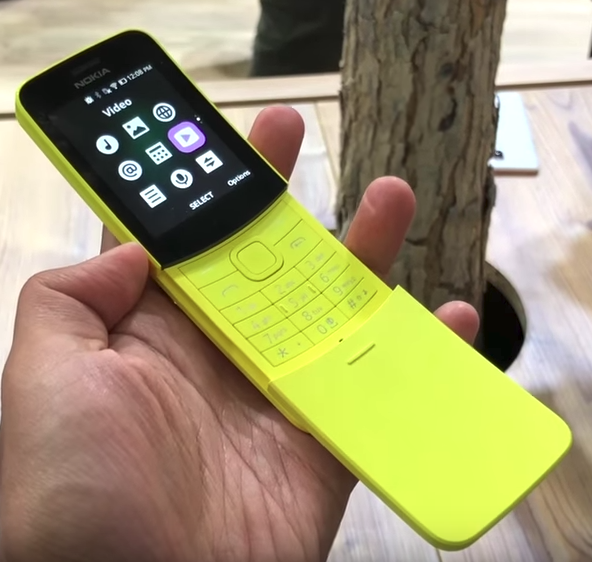
Nokia 8110 4G

KaiOS è un sistema operativo mobile basato su Linux che "unisce la potenza di uno smartphone alla convenienza di un feature phone". È un fork di B2G OS (Boot to Gecko OS), un fork di Firefox OS, mantenuto dalla comunità dopo che Firefox OS è stato interrotto da Mozilla nel 2016.

KaiOS è stato pensato per colmare il divario digitale presente nei mercati emergenti, ovvero per dare la possibilità alle persone, che non possono o non desiderano utilizzare uno smartphone, di connettersi ad internet ad un basso costo, dando opportunità di istruzione, comunicazione, salute, intrattenimento e affari.
Le funzionalità principali di KaiOS sono il supporto per 4G LTE, bluetooth, Wi-Fi, GPS e NFC con app basate su HTML5 e JavaScript e una maggiore durata della batteria per dispositivi non touch con un'interfaccia utente ottimizzata, ridotto utilizzo di memoria e ridotto consumo energetico. Dispone anche di aggiornamenti over-the-air. Un app marketplace dedicata chiamata KaiStore consente agli utenti di scaricare le applicazioni. Alcuni servizi sono precaricati come app web o PWA, compresi Assistente Google, Twitter, Facebook, YouTube, Google Maps. Il sistema operativo è relativamente leggero sull'utilizzo delle risorse hardware ed è in grado di funzionare su dispositivi con solo 256 MB di memoria.
Il sistema operativo è apparso per la prima volta nel 2017 ed è sviluppato da KaiOS Technologies Inc., una società con sede a San Diego, in California, guidata dal CEO Sebastien Codeville con uffici in altri paesi. Nel giugno 2018, Google ha investito $22 milioni nel sistema operativo. Reliance Jio, operatore di telecomunicazioni con sede in India, ha inoltre investito $ 7 milioni in contanti per raccogliere una partecipazione del 16% nella società.
Nei risultati degli studi sulle quote di mercato annunciati a maggio 2018, KaiOS ha battuto iOS di Apple per il secondo posto in India, mentre Android domina con il 71%, sebbene in calo del 9%. La crescita di KaiOS viene ampiamente attribuita alla popolarità del JioPhone a prezzi competitivi. Nel primo trimestre del 2018 sono stati spediti 23 milioni di dispositivi KaiOS.
Nel Marzo 2020 Mozilla e Kaios Technologies hanno annunciato la partnership per aggiornare Kaios con una versione moderna del motore del browser Gecko e un'infrastruttura di test di allineamento più stretta. Questa modifica dovrebbe offrire a KaiOS 4 anni di miglioramenti delle prestazioni e della sicurezza e nuove funzionalità, tra cui TLS 1.3, WebAssembly, WebGL 2.0, PWA, nuovi codec video come WebP, AV1 e moderne funzionalità JavaScript e CSS.

## Dispositivi

Jio Phone

Tra i dispositivi forniti con KaiOS si citano:
- Alcatel OneTouch Go Flip[15] (noto come Cingular Flip 2 su AT&T[16]), Go Flip 3, 3088
- Energizer Energy E241/E241S
- Cat B35
- Reliance Jio JioPhone[8][17][18][19], JioPhone 2.
- Nokia 8110 4G[20][21], 2720 Flip, 800 Tough, 6300 4G, 8000 4G, 2760 flip, 2780 flip di HMD Global (eseguono Smart Feature OS, una piattaforma basata su KaiOS)
- Doro 7050/7060[22]

## Partnership
A partire da febbraio 2018, KaiOS Technologies ha collaborato con Mozilla, Airfind, Facebook, Google, Twitter, wikiHow, Bullitt, Doro, HMD Global (Nokia Mobile), Micromax, NXP, Spreadtrum, Qualcomm, Jio, Sprint, AT&T, T-Mobile e Orange S.A.

## Cronologia delle versioni
| Versione | Data pubblicazione | Note di versione |
| -------- | ------------------ | --- |
| 1.0      | marzo 2017         | Il primo telefono commercializzato con questo OS è stato l'Alcatel Go Flip 2 |
| 2.0      | luglio 2017        | Importante aggiornamento di Gecko alla versione 48 |
| 2.5      | febbraio 2018      | Sono stati aggiunti servizi e app di terze parti (es. Facebook) |
| 2.5.1    | aprile 2019        | Aggiunti il KaiStore, KaiAccount e funzioni avanzate. Da questa versione è possibile usare WhatsApp |
| 2.5.2    | maggio 2019        | Aggiunti KaiAds |
| 2.5.3    | luglio 2019        | Importanti aggiornamenti dei servizi, miglioramenti del servizio di localizzazione |
| 2.5.3.1  | febbraio 2020      | Aggiornamenti di sistema minori, miglioramento delle notifiche |
| 2.5.3.2  | maggio 2020        | Aggiunto supporto al Dual SIM LTE |
| 2.5.4    | agosto 2020        | integrazione LF 1.6 |
| 3.0      | settembre 2021     | - Aggiornamento principale della piattaforma, aggiornamento di Gecko alla versione 84 (dicembre 2020). Viene fornito l'ultimo Pacchetto di supporto della scheda chipset e kernel Linux. - Migliorata sicurezza e privacy. - Migliorata la stabilità per ridurre gli arresti anomali di app/browser. - Migliorate le prestazioni generali. Nuova tecnologia di database che accelera le prestazioni complessive delle app di messaggistica. Tempi di avvio e spegnimento più rapidi. - Design dell'interfaccia utente ottimizzato nelle app di messaggistica per renderle più intuitive, riorganizzando e rinominando i softkey. - Service Worker migliorato - JS (ECMAScript 2021) moderno - Supporto alle PWA (Progress Web App) - Supporto del TLS 1.0 e 1.1 cessato (1.2, 1.3 rimangono) |
| 3.1      | marzo 2022         | Aggiornamento di sistema minore |